# アルトゥール・シュミット
アルトゥール・シュミット（Arthur Schmidt, 1895年10月25日 - 1987年11月5日）は、ドイツの陸軍軍人。最終階級はドイツ陸軍中将。第二次世界大戦中にフリードリヒ・パウルス将軍率いる第6軍の参謀長としてスターリングラード攻防戦に従軍したことで知られる。第6軍の崩壊が始まり、事実上の司令官となった段階になってもなお、彼はアドルフ・ヒトラーから与えられた死守命令を全うしようと努めた。

## 第二次世界大戦まで
シュミットは1914年8月10日にプロイセン陸軍へ志願入隊し、1915年5月8日までに中尉となる。第一次世界大戦中はドイツ領南西アフリカ戦線で戦い、戦後はドイツ義勇軍に参加した。1920年頃にはバイエルンで警察官を務め、ナチス・ドイツによる再軍備が成された後、改組されたドイツ国防軍の陸軍に復帰した。

## 第二次世界大戦
シュミットは第5軍や第18軍の作戦参謀など、陸軍の様々な役職を歴任した。1940年10月25日には第5軍参謀長に就任し、1942年3月25日には陸軍総司令部付の待機司令官(Führerreserve)となる。1942年1月26日、ドイツ十字章金章を受章。
1942年5月15日、第二次ハリコフ攻防戦におけるセミョーン・チモシェンコ元帥への反撃の後、シュミットはフェルディナント・ハイム大佐と交代する形でパウルス将軍率いる第6軍の参謀長に任命された。イギリスの歴史家アントニー・ビーバーはシュミットについて次のように評した。
ハンブルクの商人一家からやって来た痩身の男は、鋭い顔付きと鋭い弁舌を備えた参謀将校だった。シュミットは第6軍司令部内にも支持者が多く、そうした後ろ盾があった為、自らの能力に相当な自信を持っていた。パウルスは彼の判断に大きく依存することとなり、結果的に彼は戦争の推移にも係わる重大な役割をしばしば果たす事となった。—

### スターリングラードの戦い

#### 包囲下の第6軍
第6軍の情報将校フリードリヒ・フランツ・ニーマイヤー (Friedrich Franz Niemeyer) 中佐は何度も厳しい戦況の推移を伝えていたものの、シュミットは大戦初期の快進撃に縛られており、スターリングラードにおける赤軍の規模や能力に対する過小評価を断固として改めようとしなかった。ただしパウルスとは異なり、自己弁護を図ろうとはしなかったという。
1942年6月30日、ヒトラーは総統命令で他の枢軸国軍と連絡を取りあうことを禁じていたが、シュミットはゲルハルト・シュテック中尉（ベルリンオリンピックの金メダリスト）をスターリングラード北西のルーマニア軍に伝令として派遣し、連絡を試みた。しかし、ルーマニア軍はしばしばソ連軍集結に関する誤報を発信していたため、11月19日午前5時の「ウラヌス作戦発動間近」の通報も当初誤報として扱われた。就寝中だったシュミットには通報20分後まで報告がなされず、彼は目が覚めるなり激怒したという。
パウルスとシュミットの第6軍は、11月21日に包囲下に置かれた。文書及び物資を焼却処分した上でゴルビンスク (Golubinsky) の司令部を放棄し、ニジネチルスカヤ (Nizhne-Chirskaya) に移動した。ヒトラーは第6軍に対して「包囲は一時的なものである。引き続き死守せよ」という旨の命令を下す。11月22日、ニジネチルスカヤにてシュミットは第8航空軍団司令官マルティン・フィービッヒ大将に、第6軍は空輸による補給が必要だと伝えたが、フィービッヒ大将は「今やドイツ空軍は十分な航空機を有していない」と答えた。その日の午後、シュミットとパウルス、ヘルマン・ホト大将とヴォルフガング・ピッケルト少将によって会議が開かれた。シュミットは、「我々が逃れるには、ドイツ空軍による空輸で燃料と弾薬を得なければならない」と切り出した。しかしこれが不可能であることを認め、「よって10000人以上の負傷者と重火器及び車両をここに放棄しなければならない。我らはナポレオンの後を追う」と続けた。第6軍はシュミットの命令で針鼠防御と呼ばれる防衛戦術を採用していたが、これは全周囲に対して縦深防御を行うというものである。その為、第6軍では各種物資が徐々に欠乏し始めており、既に軍馬も食料に数えられつつあった。この会議の間、パウルスはほとんど黙りこくって、ただただシュミットに同意を示していたという。
11月22日午後、シュミットとパウルスはグマーラク (Gumarak) の新たな第6軍司令部に移動した。ソ連包囲軍では22日夜にパウルスからヒトラーに宛てた通信を傍受している。シュミットとパウルスは、ついにヒトラーによる死守命令に反して南部へ脱出することが好ましいと同意し、突破脱出の作戦立案に移った。しかし11月24日、第6軍へ死守を求める総統命令が第6軍の上級部隊であるドン軍集団（司令官:エーリッヒ・フォン・マンシュタイン元帥）を通じて届けられた。
11月24日早朝、パウルスと私が南部への脱出の為に必要な措置を講じている最中、軍集団から「総統命令」が届く[...]これはつまり、第6軍はスターリングラードを引き続き死守し救援を待てといった命令である。我々はすっかり驚いてしまった。というのも、軍集団との会議で彼らは脱出作戦に一定の理解を示しており、我々は軍集団による命令の変更を期待していたのだから。パウルスと私はそれぞれ同じ結論に達した。すなわち、現在の最高司令部及び軍集団に従うことは、もはや不可能なのだと。—
結局、第6軍に突破を図る余力は残されていなかったこともあり、パウルスとシュミットは引き続き包囲下での持久を決断した。この命令が第6軍の運命を決定づけた。司令部で決定が下された直後の11月25日、第51軍団長ヴァルター・フォン・ザイトリッツ＝クルツバッハ砲兵大将がパウルスへ向けて脱出計画の詳細を記した覚書を届けており、シュミットは次のように述べている。
我々はもはや総統の考えを変える必要はなく、またザイドリッツ将軍はパウルス将軍の考え方を変えさせなければならなくなった。—
12月11日、第6軍の脱出を援護するために冬の嵐作戦が発動され、ホト将軍の装甲軍団が包囲の突破を図った。12月19日、マンシュタイン元帥の元から派遣された情報将校アイスマン (Eismann) 少佐が、第6軍司令部にてドンナーシュラーク（Donnerschlag, 雷鳴）作戦についてのブリーフィングを行った。これはホト装甲軍団の攻勢に呼応し、第6軍が内側から包囲を突破し脱出及び軍集団との合流を目指すというもので、ドン軍集団が立案したもののヒトラーには拒否されていた。しかし、パウルスとシュミットは総統命令に違反することを拒み、包囲下に止まることを選んだ。マンシュタインは回顧録の中で、シュミットはパウルスよりも強い発言力を持ち、脱出が不要という結論は彼の判断によって下されたのだと記し、彼らは第6軍が持久さえすれば最高司令部と軍集団が補給を行ってくれると信じていたのだと推測している。。
ドンナーシュラーク作戦に対する第6軍の姿勢を決定付けたのは、参謀長の意見であった。そうして、結局は脱出が不可能である事とスターリングラードにおける降伏が総統命令で禁じられている事をパウルスが認めてしまい、会議は終ってしまった！—
やがてソ連軍に増援が到着し、冬の嵐作戦は12月26日までに中止された。

#### 「ケッセル」の司令官
ソビエト赤軍が捕虜となったドイツ将校をどう扱うのか聞かされたパウルスは、戦況悪化に伴い心身共に衰弱し、次第にシュミットが軍司令官の職務や権限を兼ねるようになってゆく。ビーバーは次のように記している。
包囲戦の最中、パウルスは司令部と呼ばれる牢獄に囚われ、参謀長と呼ばれる看守に監視されているのだと思い込んでいた。他の将校による「シュミットがパウルスと同等の権限で軍を指揮していた」という証言を得ていたこともあり、ニコライ・ダヤトリャンコ（投降した第6軍将兵への尋問を行った赤軍の通訳）は、シュミットこそが第6軍における「ナチ党の目と手」であったと確信した。—
別の歴史家サミュエル・ミッチャムも同じ見解を示している。
スターリングラードの戦況悪化に伴い、パウルスは自信を喪失し、彼と第6軍は参謀長の判断にすっかり依存してしまったのだ。こうしてアルトゥール・シュミットは、ドイツの為の戦いを事実上指揮する立場となったのである。シュミットは卓越した戦術スキルや大胆不敵な性質を備えた将校ではなく、むしろ頑固な楽観主義者で執念深く、疑問もなく上官に従う愚直な将校であった。パウルスとシュミットのこうした性格は、包囲下に置かれたスターリングラードの守備隊にとって致命的だった。—
パウルスはソビエト側と交渉しないと決定していた。例えば1943年1月8日と9日には、パウルスの副官ヴィルヘルム・アダム大佐が軍使としてソ連側軍使ダヤトリャンコ大尉の下へ送られている。パウルスはこの命令を発したことを否定しており、シュミットが命令を下したものと考えられている。ハンス＝ヴァレンティーン・フーベ将軍がヒトラーからの連絡を携えスターリングラードにおける枢軸軍主力が集結したケッセル（Kessel, ドイツ語でやかん。転じて包囲下で孤立した拠点の意）を訪問したとき、第6軍司令部ではシュミットの立場がすっかり強化されていた。
この頃になると、既にシュミットはパウルス以上の権限を有していた。これはシュミットが根っからのナチ党員であったこと、またパウルスは第6軍の惨状と自分の責任を自覚しており、総統をなだめるためにはシュミットが最適と考えていたからである。ポイス及びランガーらは次のように記している。
シュミット参謀長はスターリングラードにおける最後の狂信的ナチ党員であった。パウルスにとってはヒトラーの権化であり、また彼こそがスターリングラードにおけるヒトラーであった。彼は上官の分身として、イデオロギーの元で戦った。[...]12月中旬以降、全ての幻想が消え失せ、包囲下の第6軍将兵が飢え続ける中でも、シュミットは訪問者に対して馬鹿げた作戦を語っていて、パウルスは一切異論を挟まなかった。—
1943年1月6日、ヒトラーはシュミットに騎士十字章を与えた。同日、パウルスはクルト・ツァイツラー将軍に次のような通信を行った。
軍は飢餓と極寒に晒され、銃弾は皆無で、戦車はもう動かせない。
1月17日、シュミットは中将に昇進。1月19日、グマーラク飛行場の状況を視察するべく第8航空軍団からティール(Thiel)少佐が派遣された。彼が既に十分な補給を遂行しうる状況にないと判断した旨をパウルスとシュミットに報告したところ、パウルスは空軍が第6軍への物資空輸を請け負っていた事を理由にこれを非難した。
君は想像できるか？兵士が軍馬の死体を食べていることを。その頭を切り分け、生の脳みそを貪り食っていることを。—
また、シュミットもその非難に続いた。
[...]どうにも君の言葉は空軍のやり方を正当化しているように聞えるが、空軍はドイツ歴史史上最大の裏切りを犯したのだぞ。[...]我が軍は、我が偉大なる第6軍は、そうやって犬のような様で振舞わねばならないのだ。—
その後、シュミットとパウルスは、赤の広場に程近いウニヴェルマーク百貨店の前に司令部を移動した。
1月30日夜、第6軍司令部は「我が兵士は、最後に国歌を聞いて、祖国ドイツに敬礼した」と発信したが、ビーバーによれば、この通信はパウルスではなくシュミットが行った可能性が高いという。1月31日、第6軍司令部の守備隊が投降する。シュミットは第64軍司令官ミハイル・ステファノヴィチ・シュミロフ(Mikhail Stepanovich Shumilov)将軍が派遣した軍使と降伏条件について話し合い、その間パウルスは隣の部屋で待たされていたという。これがパウルスが降伏という不名誉から少しでも遠ざかろうとした結果なのか、あるいはパウルスの神経が衰弱していたためなのかは議論が分かれている 。
シュミットはパウルスやアダム大佐と共にザヴァルキノ(Zavarykino)のドン正面軍司令部に連行され、尋問を受けた。ソ連軍の将校が自殺用の刃物などを所持していないかパウルスの手荷物を検査しようとした時、シュミットは「ドイツの元帥がハサミで自殺などするものか」と鋭く言い放ったという。尋問に先立ち、パウルスがシュミットにどうするべきかと相談すると、シュミットは「君は自分がドイツの元帥だと思い出すべきだ」と応じた。ソビエト側の尋問記録によれば、彼らは親しい間柄で使われる呼びかけの "du" で呼び合っていたという。ただし、第6軍司令部付将校だったヴィンリッヒ・ベーア(Winrich Behr)大尉は、彼らの関係を考えると考え難いことだと語っている。

## 戦争捕虜
ザヴァルキノに拘留されたドイツ軍高級将校のうち、シュミットは最もソ連当局に嫌われる将校であった。例えば、彼は昼食時に突然泣き出して食堂を混乱に陥れ、ソ連軍のボガモロフ (Bogomolov) 中尉はこのためにウェイトレスに謝罪までさせられている。内務人民委員部 (NKVD) はドイツ将校らを懐柔するべく、護送には高級客車を用い、さらにシャンパンとキャビアを供していたが、後にドイツ将校同盟を編成し反ナチ運動に転じたパウルスやフォン・ザイドリッツらとは異なり、シュミットは一貫してソ連への協力を拒否しつづけたのである。NKVDはシュミットの行動がパウルスらのように目下協力的なドイツ将校の態度にも悪影響を与えると考え、ヴァルター・ハイッツ将軍のような反抗的な将校らと共にヴォイコヴォ (Voikovo) の第48収容所へ送った。マンシュタイン将軍は、頑固なシュミットの悲劇は、彼がスターリングラードに派遣されたことだと述べた。

彼は囚われた後にもそれまでと同じように振る舞い、捕虜達の信用を得たのだ。そう判断しうる理由は多々あるが、例えば彼は兵士として、戦友として賞賛に値する弁明を行い、その為に25年間の強制労働を宣告されたとのことだ。—
ヴォイコヴォの収容所を出た後、シュミットはルビャンカ収容所に送られた。そして1955年、コンラート・アデナウアー西ドイツ首相のモスクワ訪問の際、このルビャンカ収容所に収容されていたシュミットを含む多くの高級将校が解放されたのである。

## その後
釈放後は西ドイツのバイエルン州に暮らし、オットー・エルンスト・レーマー元少将らが設立したドイツ社会主義帝国党やドイツ国家民主党などの極右・ネオナチ政党に所属した。1987年11月5日にカールスルーエで死去するまで、反ナチ運動に転じた将校を激しく非難し続けた。